# Ташнади, Мария фон
Мария Ташнади Фекете (венг. Mária Tasnádi Fekete, более известная как Мария фон Ташнади венг. Mária von Tasnády; 16 ноября 1911, Петрила, Трансильвания, Австро-Венгрия — 16 марта 2001, Мюнхен, ФРГ) — венгерская певица
, актриса
 театра и кино, журналистка, участница конкурсов красоты, модель, победительница национального конкурса красоты Мисс Венгрия 1931

## Биография
Из дворян. Родилась в Трансильвании. После Первой мировой войны с семьёй оказалась в Румынии, позже эмигрировала в Венгрию. Обучалась в Будапештском университете, где изучала историю литературы и немецкую филологию.
В 1931 году приняла участие в конкурсе красоты «Мисс Венгрия» и стала победительницей. Став королевой красоты, оставила учёбу в университете. Призом конкурса, который она выиграла, была поездка в Берлин (Веймарская Германия). Здесь Мария получила свою первую роль в кино под сценическим псевдонимом «Мария фон Ташнади», в 1932 году дебютировала на театральной сцене, снялась в нескольких немецких фильмах. В Берлине выступала в качестве актрисы и певицы в Государственном театре в Ольденбурге, а затем в театре Шиллера в Берлине.
В 1939 году вернулась в Венгрию и играла в венгерских и итальянских пьесах, снялась в около 25 венгерских, итальянских, французских, немецких и испанских фильмах.
В 1948 году покинула Венгрию, жила в Италии и Франции, а с 1954 года — в Мюнхене. Там в течение 21 года работала пресс-секретарём радиостанции Radio Free Europe. Порой жила в США.
Вторым браком была замужем за кинорежиссёром Гезой Радваньи (1907—1986), несколько раз снималась в его фильмах.
В конце жизни страдала от биполярного расстройства. Умерла в Мюнхене в одиночестве в доме для престарелых. Похоронена на кладбище в Планегге.

## Избранная фильмография
- 1932: Durchlaucht amüsiert sich
- 1932: Wenn die Liebe Mode macht
- 1936: Заключительный аккорд / Schlussakkord
- 1937: Menschen ohne Vaterland
- 1937: Streit um den Knaben Jo
- 1937: Frau Sylvelin
- 1939: Das Abenteuer geht weiter
- 1939: Öt öra
- 1941: A beszélö köntös
- 1941: Alarm
- 1941: Európa nem válaszol
- 1942: Бенгази
- 1951: Enrico Caruso — leggenda di una voce
- 1955: André und Ursula
- 1957: Die Prinzessin von St. Wolfgang